# Castlereagh Park
Castlereagh Park – nieistniejący już stadion piłkarski w Newtownards, w Irlandii Północnej. Istniał w latach 1923–2002. Swoje spotkania rozgrywali na nim piłkarze klubu Ards FC.
Stadion powstałego w 1900 roku klubu Ards FC został otwarty 18 sierpnia 1923 roku. Wcześniej drużyna występowała na Ards Lacrosse Club's Recreation Grounds, a po 1914 roku na Fair Grounds. Castlereagh Park przez długie lata był domowym obiektem Ards FC. W czasie użytkowania stadionu klub ten raz, w sezonie 1957/1958, sięgnął po mistrzostwo Irlandii Północnej, cztery razy zdobywał też Puchar Irlandii Północnej (1927, 1952, 1969, 1974) i raz Puchar Ligi (1995). Na obiekcie rozegrano także kilka spotkań w ramach europejskich pucharów z udziałem Ards FC. W 1998 roku podjęto jednak decyzję o sprzedaży stadionu. Obiekt bywał później jeszcze wykorzystywany, ale ostatecznie w 2002 roku został rozebrany. Planów deweloperskich jednak nie zrealizowano, a teren byłego stadionu zarósł dziką roślinnością. Do dziś zachowały się jeszcze pozostałości dawnego obiektu sportowego. Tymczasem Ards FC swoje mecze rozgrywali na Solitude w Belfaście, Taylors Avenue w Carrickfergus i Dixon Park w Ballyclare, aż w końcu na dłużej zadomowili się na Clandeboye Park w Bangor, gdzie grają do dziś (2020), choć klub wciąż deklaruje chęć powrotu do Newtownards.